# L'Aut'Journal
Ne doit pas être confondu avec L'Autre Journal.
Le mensuel L'Aut'Journal est un journal s'identifiant comme journal indépendant, ouvrier et populaire, publié au Québec depuis 1984. Plus généralement, il est reconnu au Québec comme un journal proche des milieux syndicalistes, souverainistes et de la gauche.
C'est un mensuel gratuit disponible un peu partout  mais on peut également s'y abonner pour 30 $ par année.
Son directeur et rédacteur en chef est Pierre Dubuc. 
Quatre fois l'an, la même équipe de journalistes militants de gauche publie la revue L'Apostrophe.
Et en plus ils éditent des livres aux accents politiques et sociaux tels que L'Utopie néolibérale, Privatisations, L'Autre point de vue, Finances publiques, profits privés et Manifeste pour un revenu de citoyenneté...
En 1997, ils concrétisent leur idée de "rassemblement pour une alternative politique" avec plus de 600 militants ; et en juin 2002, le "rassemblement" avec notamment le Parti communiste du Québec et le Parti de la démocratie socialiste fonde l'Union des forces progressistes afin de préparer la campagne électorale provinciale.